# Alas Uruguay

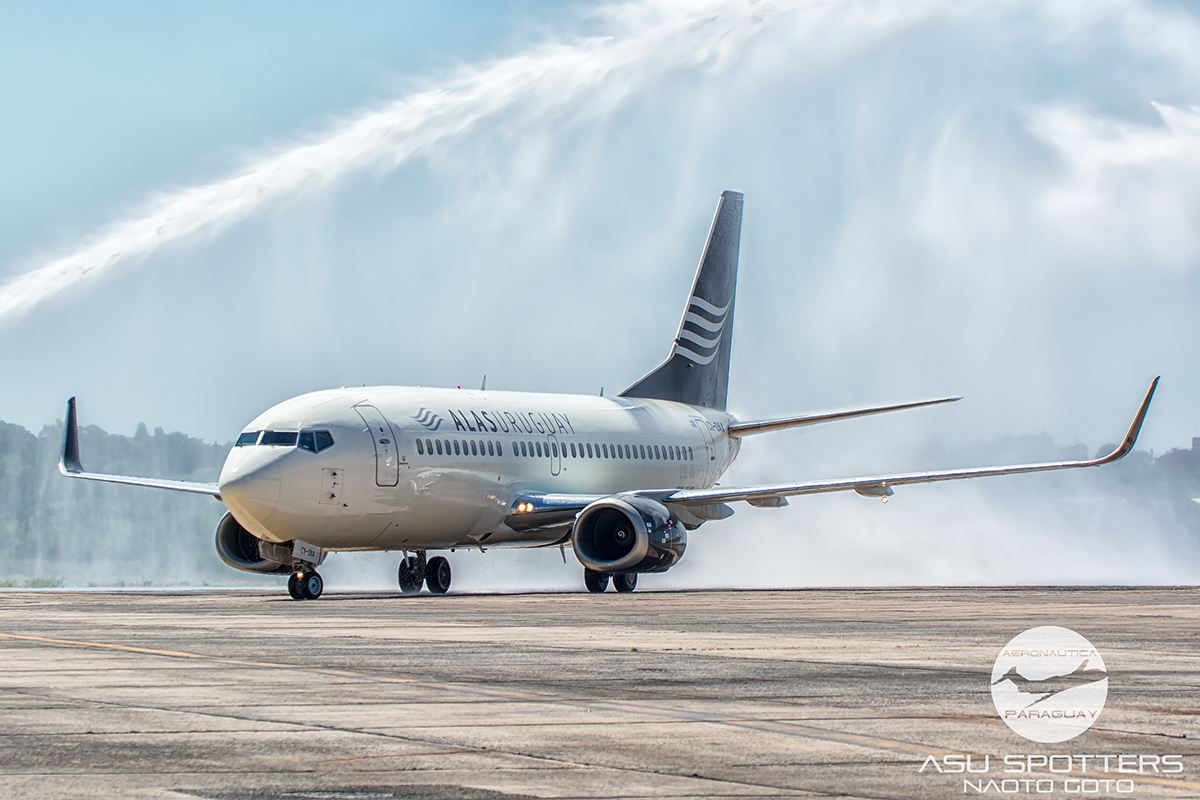
Boeing 737 300-CX OAA de Alas Uruguay en Asunción del Paraguay

Alas Uruguay, inicialmente conocida como Alas-U, fue una aerolínea aérea uruguaya, creada por los extrabajadores de Pluna tras el cierre de esta última.
Tuvo su inicio de operaciones el 11 de marzo de 2015, interrumpió sus operaciones el 25 de octubre de 2016.

## Historia

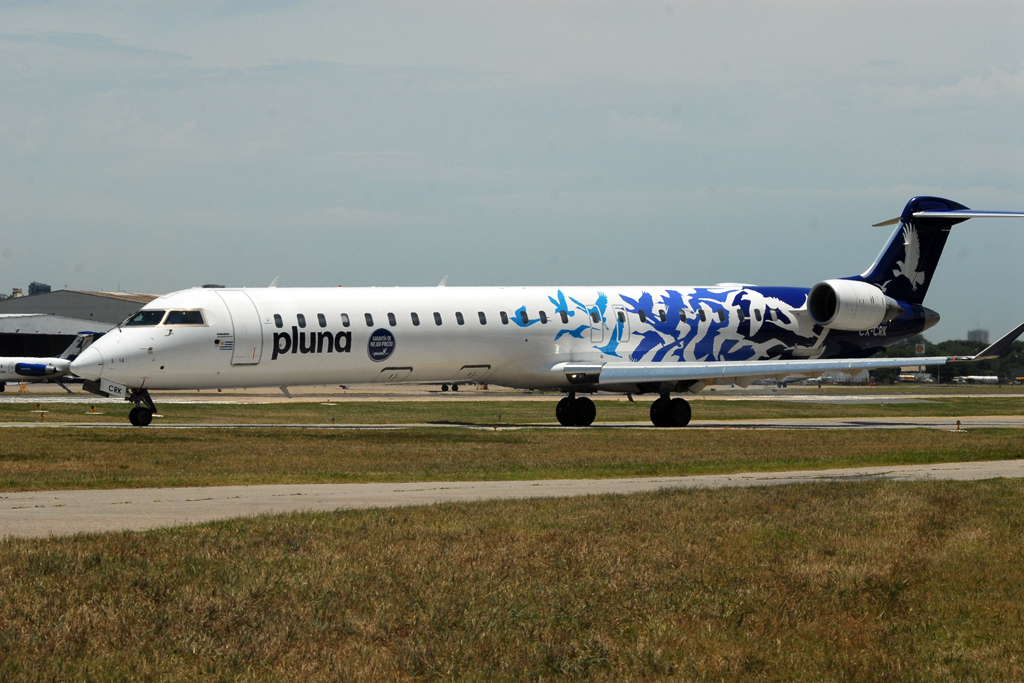
Alas Uruguay parte de la iniciativa de trabajadores de la ex aerolínea Pluna.

El 11 de marzo de 2015 arribó al Aeropuerto Internacional de Carrasco el primer avión, matriculado CX-OAA, un equipo Boeing 737-300W con motores General Electric CFM56 de 20.000 libras y alerones verticales en las puntas de ala. Fue acondicionado en sus interiores, con una renovación total de los asientos apostando a butacas ergonómicas y económicas. Posee una capacidad de 132 asientos en única clase Económica, con un pitch (distancia entre asientos) de 32,5 pulgadas, más de un 10% de mayor confort para el pasajero (el promedio de los operadores aéreos que operan en la región se sitúa en 29 pulgadas), y una autonomía aproximada a los 5.000 km, con un techo de altitud de 11.500 metros, ideal para la realización de vuelos en la región. Posee 2 bodegas capaces de almacenar unos 5.740 kilogramos o el equivalente a 30 metros cúbicos de carga. 
La aeronave que renovó su librea en el taller TAP Manutençāo e Engenharia dePorto Alegre, Brasil, luciendo un esquema gris metálico que refiere a una estética contemporánea, monocromática y minimalista con la bandera uruguaya pintada en la cola de la aeronave. El material utilizado para la pintura fue suministrado por PPG Aerospace, proveedor de Boeing en el sellado y pintura del Boeing 787 Dreamliner.  La pretensión de ALAS Uruguay era lograr un aire corporativo, enfocado en el público de negocios que utiliza la ruta de puente aéreo Montevideo-Buenos Aires. La tipografía utilizada era simple y elocuente, resaltando en negrita la palabra "ALAS" junto a "URUGUAY". Los winglets integraban en su interior la mención al sitio web de la aerolínea.
El 2 de junio de 2015 llegó a Montevideo el segundo avión matrícula CX-OAB que también fue acondicionado y renovado en Porto Alegre. Luego de 16 meses que insumió el proceso de certificación ante la Dirección Nacional de Aviación Civil e Infraestructura Aeronáutica (DINACIA), el día 31 de octubre, la compañía obtuvo su Certificado de Operador Aéreo (AOC), que la habilita a volar y utilizar las rutas correspondientes a los acuerdos binacionales que mantiene el país. Dos semanas después de la llegada del segundo avión, arriba la tercera aeronave que compone la flota con registro CX-OAC.

## Antiguos destinos
Su plan de negocios preveía la explotación de las siguientes rutas: Buenos Aires-Aeroparque, São Paulo, Asunción y Santiago de Chile, y se tenía planificado una expansión en una segunda fase a Santa Cruz de la Sierra, Curitiba, Córdoba, Lima y Caracas. Sin embargo, la aerolínea no llegó a la segunda fase de su plan ya que debido a problemas económicos, en 2016 suspendieron sus actividades de forma permanente.
| Países    | Destinos       | Aeropuertos                                | Desde                       |
| --------- | -------------- | ------------------------------------------ | --------------------------- |
| Argentina | Buenos Aires   | Aeroparque Jorge Newbery                   | Montevideo y Punta del Este |
| Paraguay  | Asunción       | Aeropuerto Internacional Silvio Pettirossi | Montevideo                  |
| Uruguay   | Montevideo     | Aeropuerto Internacional de Carrasco       | HUB                         |
| Uruguay   | Punta del Este | Aeropuerto Internacional de Punta del Este | Buenos Aires                |

## Antigua flota
La flota de Alas Uruguay estaba compuesta de la siguiente manera:
| Aeronaves      | Total | Introducido | Retirado | Matrículas              |
| -------------- | ----- | ----------- | -------- | ----------------------- |
| Boeing 737-300 | 3     | 2015        | 2016     | CX-OAA, CX-OAB y CX-OAC |

La empresa tenía pensado para cuando acabase el contrato de leasing (tres años luego de recibir las aeronaves), sustituirlas por otras aeronaves de las cuales nunca se revelaron datos. Tenían pensado recibir a fines de 2016 otra aeronave Boeing 737-300, con la cual formarían en total una flota de 4 aeronaves, esto no sucedió ya que en octubre de 2016 la empresa cesó sus operaciones debido a profundos problemas económicos y administrativos.

## Cierre
En abril de 2016 los directivos de Alas Uruguay confirmaron que pedirían un nuevo préstamo al gobierno uruguayo para cubrir los gastos de funcionamiento de la aerolínea. En mayo de 2016 la aerolínea Boliviana de Aviación (BoA) descartó que estuviera en sus planes realizar una capitalización directa en la empresa.
Luego de que el préstamo pedido en abril fuera negado por el gobierno uruguayo, Alas Uruguay decidió deshacerse de uno de sus tres aviones Boeing 737 (avión que nunca llegó a operar pero por él la empresa mantenía deudas de mantenimiento). Esto se debió a problemas operativos, económicos y administrativos dentro de la propia aerolínea.
En julio de 2016, Alas Uruguay analizó suspender todos sus vuelos comerciales.
El día 24 de octubre de 2016 Alas Uruguay a través de un comunicado publicado en redes sociales, dio a conocer públicamente el cese de operaciones a partir del día 25 de octubre de la única ruta que mantenía activa.
En noviembre de 2016, la aerolínea chilena Latin American Wings (LAW), manifestó interés en la empresa uruguaya. El 15 de noviembre de 2016 LAW anunció que no compraría Alas Uruguay.